# 天主教萨凡纳教区
天主教薩凡納教區（拉丁語：Diocesis Savannah）是美國一個羅馬天主教教區。教區管轄喬治亞州東南部九十個縣，教座位於東部薩凡納。
教區有超過77200位教友、57個堂區和107名司鐸，面積為37038平方英里。現任教區主教為斯德望·D·帕爾克斯，榮休主教為若望·基文·博倫德。
教區於1850年7月3日設立，1937年1月5日易名為薩凡納-亞特蘭大教區，1956年7月2日從亞特蘭大教區分出。亞特蘭大教區於1966年2月10日升為總教區，薩凡納教區成為其下轄教區。